# Nesomyrmex inye
Nesomyrmex inye is een mierensoort uit de onderfamilie van de Myrmicinae. De wetenschappelijke naam van de soort is voor het eerst geldig gepubliceerd in 2008 door Mbanyana & Robertson.